# Copa Piauí de 2017
A Copa Piauí de 2017 é a oitava edição da copa realizada pela Federação de Futebol do Piauí (FFP), sendo a sucessora da Copa Piauí de 2015. 
Inscreveram-se no torneio as 5 equipes com melhores índices técnicos no Campeonato Piauiense de Futebol de 2017, com exceção do campeão.
O Campeão do torneio obtém direito à segunda vaga do Piauí no Campeonato Brasileiro de Futebol de 2018 - Série D, além de uma vaga na Copa São Paulo de Futebol Júnior de 2018. 

## Fórmula de disputa
A Copa Piauí de 2017 será dividida em dois turnos. Os clubes jogarão entre si nos dois turnos, classificando-se para a final as duas equipes com melhores índices técnicos. Para a fase final serão realizadas duas partidas para definir o campeão. 
A Copa Piauí de 2017 será disputada apenas por atletas sub-21 nos jogos da competição. 

### Critérios de desempate
O desempate entre duas ou mais equipes segue a ordem definida abaixo:
1. Maior número de vitórias;
2. Maior saldo de gols;
3. Maior número de gols marcados;
4. Maior número de pontos ganhos no "confronto direto";
5. Maior saldo de gols no "confronto direto";
6. Maior número de gols marcados no "confronto direto";
7. Sorteio Público na sede da entidade.

## Classificação
| 1 | 4 de Julho     | 14 | 8 | 4 | 2 | 2 | 17 | 14 | 3  |
| 2 | River-PI       | 13 | 8 | 4 | 1 | 3 | 16 | 12 | 4  |
| 3 | Piauí          | 7  | 8 | 1 | 4 | 3 | 12 | 15 | -3 |
| 4 | Flamengo-PI    | 6  | 8 | 1 | 3 | 4 | 9  | 15 | -6 |
| 5 | Parnahyba[PAR] | 0  | 8 | 4 | 2 | 2 | 12 | 10 | 2  |

| 4 de Julho  | —   | 3–0 | 3–2 | 3–2 | 4–2 |
| Flamengo-PI | 1–1 | —   | 1–1 | 4–3 | 1–2 |
| Parnahyba   | 2–1 | 2–1 | —   | 1–1 | 2–1 |
| Piauí       | 2–2 | 0–0 | 0–2 | —   | 2–1 |
| River-PI    | 3–0 | 3–1 | 2–0 | 2–2 | —   |

### Desempenho por rodada
Clubes que lideraram ao final de cada rodada:
| Rodadas | Rodadas | Rodadas | Rodadas | Rodadas | Rodadas | Rodadas | Rodadas | Rodadas | Rodadas |
| ------- | ------- | ------- | ------- | ------- | ------- | ------- | ------- | ------- | ------- |
| 1       | 2       | 3       | 4       | 5       | 6       | 7       | 8       | 9       | 10      |
| RIV     | RIV     | RIV     | JUL     | JUL     | JUL     | JUL     | PAR     | JUL     | JUL     |

Clubes que ficaram na última posição ao final de cada rodada:
| Rodadas | Rodadas | Rodadas | Rodadas | Rodadas | Rodadas | Rodadas | Rodadas | Rodadas | Rodadas |
| ------- | ------- | ------- | ------- | ------- | ------- | ------- | ------- | ------- | ------- |
| 1       | 2       | 3       | 4       | 5       | 6       | 7       | 8       | 9       | 10      |
| FLA     |         |         |         |         |         |         |         |         |         |

## Final
Ida
| 04 de novembro | River-PI | 0 – 4 | 4 de Julho                                                       | Estádio Albertão, Teresina |
| 16:00          |          |       | 35' Wagner Lauretti · 66' João Pedro · 70' Wagner · 78' Thalyson |                            |

Volta
| 11 de novembro | 4 de Julho | 0 – 4 | River-PI                                                            | Estádio Ytacoatyara, Piripiri |
| 20:00          |            |       | 14' Wallyson · 24' Lucas Silva · 80' Sony Andersson · 90+4' Davyson |                               |

### Premiação
| Copa Piauí 2017                                            |
| Bandeira de Piripiri                                       |
| ---------------------------------------------------------- |
| 4 de Julho 1º título (Classificado para a Série D de 2018) |